# Martin Zounar
Martin Zounar (* 26. května 1967 Hradec Králové) je český moderátor a herec.

## Život
Vystudoval Pražskou konzervatoř. Již během studia na konzervatoři hrál v Národním divadle, poté hrál v divadle pod Palmovkou, během angažmá hostoval v divadle Komedie. Jeho první velkou rolí byla role mladého vojáka Tomáše v televizním seriálu Chlapci a chlapi. Mezi jeho další role patří role ve filmech Pták Ohnivák a Vekslák a seriálech Velmi křehké vztahy, Rodinná pouta, Vyprávěj, Četnické humoresky díl Formule. Od roku 2011 hraje lékaře Bohdana Švarce v seriálu Ordinace v růžové zahradě. V roce 1996 namluvil ve filmu Vykoupení z věznice Shawshank Tommyho (Gill Bellows).
Martin Zounar je synem herce Miroslava Zounara a lékařky MUDr. Marty Zounarové. V televizi Prima moderoval programy o vaření – Mňam aneb Prima vařečka, Tescoma Prima vařečka. Věnuje se i dabingovému herectví a rozhlasovému moderování.

## Politická angažovanost
Ve volbách do Evropského parlamentu v roce 2014 kandidoval jako nestraník na 4. místě kandidátky strany VIZE 2014, ale neuspěl.

## Diskografie
- 2002 Robi & Martin Zounar – Všichni tancujou – Popron Music, EAN: 8 590442 045445, CD